# میهم (گروه موسیقی)
میهم (به انگلیسی: Mayhem) نام یک گروه بلک متال نروژی است که در زمستان سال ۱۹۸۴ توسط نکروباتچر (بیسیست)، منهیم (درامر)
و اویستین آرسث (گیتاریست) ملقب به یورنیموس در جنوب شهر اسلو پایتخت نروژ شکل گرفت. آن‌ها یکی از گروه‌های پیشرو در عرصهٔ موسیقی بلک متال کشور نروژ هستند.
این گروه یک نسخه نمایشی و یک EP منتشر کرد که بسیار تأثیرگذار بودند و از طریق اجراهای زنده پراکنده و جنجالی، طرفداران وفاداری به دست آوردند. آنها همچنین به دلیل ارتباط با آتش‌سوزی کلیساهای نروژی و حوادث خشونت‌بار مرتبط، توجه بیشتری جلب کردند.
میهم پس از قتل یورنیموس ، اندکی قبل از انتشار اولین آلبوم آنها (De Mysteriis Dom Sathanas) ، منحل شد.  اعضای سابق بازمانده، سال بعد اصلاحات را انجام دادند و Rune 
(Blasphemer) Eriksen جایگزین یورنیموس شد.
آتیلا چیهار و مورتن ایورسن به ترتیب جایگزین (اریک کریستیانسن) و (روآن اریکسن) شدند. 
آلبوم Ordo Ad Chao در سال ۲۰۰۷ جایزه Spellemann را برای بهترین آلبوم هوی متال دریافت کرد.
اعضای بنیان‌گذار میهم نام گروه را از یکی از ترانه‌های ونوم به اسم «Mayhem With Mercy» اقتباس کردند.

## آثار موسیقی
آلبوم ها
- De Mysteriis Dom Sathanas (سال ۱۹۹۴)
- Grand Declaration of War (سال ۲۰۰۰)
- Chimera (سال ۲۰۰۴)
- Ordo Ad Chao (سال ۲۰۰۷)
- Esoteric Warfare (سال ۲۰۱۴)
- Daemon (سال ۲۰۱۹)

## پی‌نوشت
1. ↑  Øystein Aarseth
2. ↑  Euronymous